# Attilio Regolo
Attilio Regolo ist ein Opern-Libretto in drei Akten von Pietro Metastasio. Es wurde 1740 für eine am Namenstag Kaiser Karls VI. geplante Aufführung geschrieben, die jedoch durch dessen Tod vereitelt wurde. Erstmals aufgeführt wurde es in der Vertonung von Johann Adolph Hasse am 12. Januar 1750 in Dresden.
Eine deutsche Übersetzung des Librettos von Johann Anton Koch erschien 1773 unter dem Namen Attilius Regulus im fünften Band seiner unvollendet gebliebenen Gesamtausgabe Des Herrn Abt Peter Metastasio Kayserl. Königl. Hofpoetens Dramatische Gedichte. 1786 veröffentlichte der Komponist und Musikschriftsteller Johann Adam Hiller in seinem Buch Ueber Metastasio und seine Werke : nebst einigen ins Deutsche übersetzten Stücken desselben eine weitere deutsche Übersetzung.

## Handlung
Das Libretto handelt von einer Begebenheit während des ersten Punischen Krieges in Rom:

„Der Römische Consul und Heerführer Attilius Regulus, hatte, nach vielen großen Siegen, welche er in Africa über die Carthaginenser davon getragen, das Unglück von ihnen geschlagen und gefangen zu werden. Nachdem der Krieg noch einige Jahre gedauret, worin die Carthaginenser unglücklich waren, so suchten dieselben den Frieden, oder wenn sie denselben nicht erhalten könnten, wenigstens die Auswechselung der Gefangnen, und um die auf ihre Siege stolze Römer, desto leichter zu einem oder dem andern zu bewegen, so schickten sie zugleich mit ihrem Gesandten den Regulus ab, damit er von seinen Mitbürgern entweder den Frieden oder die Auswechselung verschaffen mögte. Ehe er abreisete, nöthigten sie ihn einen Eid abzulegen, daß, wenn er auch nichts erhielte, er doch wiederkommen wollte, und da sie seine unbewegliche Standhaftigkeit kannten, so zeigten sie ihm von seiner Abreise alle die erschreckliche Martern, welche sie ihm zubereiteten, mit der Versichrung daß sie selbige alle an ihm vollstrecken wollten. Regulus reisete mit dem Gesandten ab, als er aber in Rom angelangt, so bewegte er die Rathsherren, keinen eintzigen von den feindlichen Vorschlägen anzunehmen, weil solches für die Römer ein großer Schade sey. Nachdem dies geschehen, so kehrte er, ohnerachtet aller Bemühungen des Volks und Senats zu Rom ihn zurück zu halten, wieder zu den Ketten und der schrecklichsten Todesart zurück. Diese berühmte That, welche für ein sehr seltnes Beyspiel der Redlichkeit, der Liebe zum Vaterlande, und der Standhaftigkeit gelten kann, ist der Gegenstand gegenwärtigen Trauerspiels, welches von dem berühmten Metastasio verfertigt, und für den hiesigen Königl. Schauplatz etwas in die Kürtze gezogen worden.“

Die folgende Inhaltsangabe basiert auf dem 1775 in Berlin erschienenen Libretto der Vertonung von Johann Adolph Hasse.

### Erster Akt
Der Palast des Konsuls vor der Stadt, mit einer großen breiten Treppe, die zu prachtvollen Zimmern führt
Der römische Tribun Licinio trifft seine Geliebte Attilia. Sie wartet auf Konsul Manlio, um mit ihm über ihren Vater Regolo zu sprechen, der nun schon seit fünf Jahren in Karthago gefangen gehalten wird. Da gerade ein Gesandter Karthagos erwartet wird, ist dies eine gute Gelegenheit, auf seine Freilassung zu drängen. Als sich Manlio nähert, schickt sie Licinio fort, um ungestört mit ihm reden zu können. Dabei weist sie ihn auf die Verdienste ihres Vaters hin. Manlio kann oder will ihr jedoch nicht helfen und rät ihr, sich an die Senatoren zu wenden.
Barce, die karthagische Sklavin ihres Bruders Publio, berichtet Attilia, dass Regolo zusammen mit dem Gesandten eingetroffen ist. Publio hat bereits mit ihm gesprochen, musste aber feststellen, dass Regolo noch nicht freigelassen wurde. Attilia macht sich auf den Weg, Licinio die Neuigkeit mitzuteilen. Publio nennt Barce nun den Namen des Gesandten. Es ist Amilcare, der Sohn des Hammo und Barces Geliebter. Da auch Publio Barce liebt, möchte er jetzt keine weiteren Details erfahren. Barce freut sich auf das Wiedersehen mit Amilcare.
Der Tempel der Bellona bei Rom, mit Sitzen für den Konsul, die Senatoren und den Gesandten
Bei den Friedensverhandlungen weigert sich Regolo, seinen alten Platz zwischen den Senatoren einzunehmen, weil er kein freier Mann ist. Amilcare weist die Anwesenden darauf hin, dass Regolo jetzt für Karthago spricht. Dieser nennt als Bedingung für den Frieden, dass Karthago alle Besitztümer behalten darf oder zumindest die Gefangenen beider Seiten freigelassen werden. Regolo selbst rät nun allerdings, beide Bedingungen abzulehnen, weil der Friedenswunsch bereits Karthagos Schwäche aufzeige und sich Nachgiebigkeit nicht mit der Ehre Roms vereinbaren lasse. Er fordert die Römer auf, Karthago vollständig zu unterwerfen und so die Schmach seiner langen Gefangenschaft zu rächen. Manlio und die Senatoren ziehen sich zur Beratung zurück.
Regolo lehnt es ab, als feindlicher Gesandter seine alte Wohnung zu betreten. Auch Attilias Bitte, ihm folgen zu dürfen, weist er zurück.
Barce und Amilcare sehen sich endlich wieder. Leider müssen sie sich gleich wieder trennen, weil die Verhandlungen gescheitert sind. Amilcare folgt Publio zu der ihm zugewiesenen Wohnung.
Barce bittet Attilia, die Ratsmitglieder um Mitleid und Hilfe für Attilio zu bitten.

### Zweiter Akt
Wohnungen im Palast der Gesandten bei Rom
Regolo schickt seinen Sohn Publio zum Senat, um seine harte Haltung zu unterstützen, obwohl es ihn das Leben kosten wird. Publio ist zwischen der Liebe zu seinem Vater und seiner patriotischen Pflicht hin- und hergerissen.
Manlio lobt Regolo für seine Standhaftigkeit und bietet ihm, seinem früheren Rivalen, die Freundschaft an. Er will bei den Verhandlungen auf einen Gefangenenaustausch hinwirken, um ihn zu retten. Regolo weist dies entschieden zurück und überredet Manlio, unnachgiebig zu bleiben.
Licinio hat inzwischen gemeinsam mit Attilia die Senatoren überredet, bei den Verhandlungen seine Freilassung zu verlangen. Regolo ist empört, dass sie seinen Willen und die Ehre derartig missachtet haben.
Da Attilia über das Schicksal ihres Vaters verzweifelt ist, versucht Licinio, sie zu trösten.
Eine Gallerie
Publio bringt Regolo die Nachricht, dass der Senat das Friedensangebot der Karthager ausgeschlagen hat. Regolo bittet ihn, standhaft zu bleiben und Attilia beizustehen. Publio rät daher Attilia und Barce, das Schicksal anzunehmen. Licinio und Amilcare kommen dazu und bestätigen den Beschluss. Amilcare befürchtet, dass man auch Barce nicht freilassen werde, da der Gefangenenaustausch nun gescheitert ist. Er wirft Publio vor, aus eigenem Interesse zu handeln, da er Barce für sich haben wolle. Publio weist das entschieden zurück und lässt seine Sklavin Barce mit sofortiger Wirkung frei.
Licinio ist fest entschlossen, Attilias Vater zu retten. Er findet einen Verbündeten in Amilcare, der Rom beweisen möchte, dass auch Afrika Helden hat. Während Licinio den Volksaufstand vorbereitet, hoffen Attilia und Barce inständig, dass Licinio und Amilcare die Gefahr überstehen.

### Dritter Akt
Ein ebenerdiger Saal mit anliegenden Gärten
Regolo bittet Manlio, sich nach seiner Abreise um seine Kinder zu kümmern. Da bringt Publio die Nachricht vom Aufstand des Volks, das Regolos Abreise verhindern möchte. Auch die Auguren haben sich versammelt, um darüber zu entscheiden. Manlio stellt sich dem Volk entgegen. Regolo schickt Publio als Unterstützung zu Manlio.
Amilcare bietet Regolo an, ihn entkommen zu lassen. Regolo fühlt sich in seiner Ehre gekränkt und lehnt das empört ab. Er fordert Amilcare auf, die Schiffe zur Abreise vorzubereiten.
Attilia berichtet von der Entscheidung der Auguren. Demnach sei Regolos Eid ungültig, weil er ihn in der Gefangenschaft geschworen habe und so keine freie Entscheidung treffen konnte. Das Volk ist bereits auf dem Weg zum Hafen, um ihn aufzuhalten. Regolo bittet seine Tochter um Stärke und bricht mit Publio und der Wache auf.
Barce kann Regolos Verhalten nicht verstehen und wundert sich über den übertriebenen Ehrbegriff der Römer.
Überdachte Gänge am Tiber. Schiffe und eine Zugbrücke
Licinio blockiert mit einer Volksmenge den Zugang zu den Schiffen. Da Manlio vergeblich versucht, den Weg freizubekommen, hält Regolo eine Rede an das Volk. Darin preist er sein Glück, seine Tage rühmlich enden zu können. Er fordert alle auf, seinen Triumph nicht zu verhindern: „Als Freund fordre ich diese Gunst von euch, als Mitbürger ermahne ich euch, als Vater befehle ich es euch!“ Das Volk senkt die Waffen und öffnet den Durchgang. Amilcare, Barce und Regolo betreten das Schiff und segeln fort. Ein Abschiedschor der Römer beendet die Oper.

## Geschichte
Die Geschichte der freiwilligen Aufopferung des Marcus Atilius Regulus wird von mehreren antiken Autoren berichtet, darunter Appian im fünften und achten Buch seiner Rhomaika, Cicero im dritten Buch seiner Ethik-Abhandlung De officiis, Florus im ersten Buch seiner Epitoma, Horaz im dritten Buch der Carmina (Nr. 5), Silius Italicus im sechsten Buch der Punica und Johannes Zonaras im achten Buch seiner Weltchronik Epitome Historion.
Zu den neueren Vorlagen für Metastasios Libretto gehörte vermutlich das Trauerspiel Régulus des französischen Dramatikers Jacques Pradon von 1688. Dieses hat eine nahezu identische Handlung und war seit 1711 auch in einer italienischen Übersetzung von Girolamo Gigli verfügbar. Vor Metastasio hatte Matteo Noris bereits 1693 ein Libretto mit demselben Namen geschrieben, das unter anderem von Alessandro Scarlatti vertont wurde. Dessen Handlung setzt allerdings erst nach der Abreise Regolos ein.
Die ursprünglich zum Namenstag Karls VI. am 4. November 1740 in Wien geplante Aufführung wurde durch dessen Tod am 20. Oktober vereitelt. Der Text wurde in den nächsten Jahren mehrfach überarbeitet und am Hofe gelesen. Der sächsische Kurfürst Friedrich August beauftragte schließlich Johann Adolph Hasse mit einer Vertonung für Dresden, bei der dieser zusätzliche briefliche Hinweise von Metastasio berücksichtigte. Die Uraufführung erfolgte am 12. Januar 1750. Die zweite Vertonung komponierte Niccolò Jommelli 1753 für das Teatro delle Dame in Rom. Diese wurde 1754 auch in London auf die Bühne gebracht. Bei dieser Aufführungsserie wurden die Schlussworte des Regolo, die ungewöhnlicherweise nicht als Arie, sondern als Rezitativ gesetzt waren, regelmäßig als Zugabe wiederholt.
Metastasio selbst betrachtete dieses Drama als sein am besten strukturiertes Werk. Er sah jedoch schon früh voraus, dass es bei Komponisten nicht sonderlich beliebt sein würde. Das wurde durch die geringe Anzahl von nur vier Vertonungen bestätigt.
Eine anonyme deutschsprachige Bearbeitung des Librettos als Schauspiel erschien 1759 in Wien.

## Vertonungen
Folgende Komponisten legten dieses Libretto einer Oper zugrunde:
| Komponist            | Uraufführung                      | Aufführungsort | Anmerkungen                                                                             |  |
| -------------------- | --------------------------------- | -------------- | --------------------------------------------------------------------------------------- |  |
| Johann Adolph Hasse  | 12. Januar 1750, Hoftheater       | Dresden        | auch 1750 in Mailand; Karneval 1775 in der Königlichen Hofoper in Berlin                |  |
| Niccolò Jommelli     | 8. Januar 1753, Teatro delle Dame | Rom            | auch 1761 als Pasticcio im Teatro San Carlo in Neapel; 1754 und 1762 in London          |  |
| Carlo Monza          | komponiert für Karneval 1778      | München        | aufgrund des Todes des Kurfürsten Max III. Josef am 28. Dezember 1777 nicht aufgeführt. |  |
| Luigi Guido Beltrami | 1780, Collegio Vescovile          | Verona         |                                                                                         |  |

### Die Erstvertonung durch Johann Adolph Hasse
Die Premiere von Hasses bereits 1740 geschriebener Vertonung war am 12. Januar 1750 im nach einem Brand rekonstruierten und erweiterten Dresdner Hoftheater. Die Rollen waren dabei wie folgt verteilt:
- Regolo – Domenico Annibali
- Manlio – Angelo Amorevoli
- Attilia – Faustina Bordoni
- Publio – Regina Mingotti
- Barce – Maria Rosa Negri
- Licinio – Joseph Schuster
- Amilcare – Ventura Rocchetti

Im selben Jahr 1750 fand zudem eine Aufführung derselben Oper in Mailand statt.
Friedrich II. ließ Attilio Regolo im Jahre 1775 an der Königlichen Hofoper in Berlin wiederaufführen.

## Aufnahmen und Aufführungen in neuerer Zeit
- Johann Adolph Hasse:
  - 1997: Aufführung in Göttingen. Leitung: Günther Weißenborn. Sänger: Paul Esswood (Attilio), Montserrat Aparici (Attilia), Barbara Rondelli (Publio).[4]
  - 1997: Aufführung in der Semperoper Dresden. Cappella Sagittariana Dresden, Leitung: Frieder Bernius. Sänger: Derek Lee Ragin (Attilio Regolo), Michael Volle (Licinius), Markus Schäfer (Manlius), Martina Borst (Attilia), Carmen Fuggis (Barce), Randall K. Wong (Amilcar), Sibylla Rubens (Publius).[4]
- Carlo Monza:
  - 2008: Höhepunkte der Oper im Cuvilliés-Theater im Rahmen der Residenzwoche München. Neue Hofkapelle München, Leitung: Christoph Hammer. Sänger: Sophie Marin-Degor.[8]

## Digitalisate
1. ↑  Johann Anton Koch: Des Herrn Abt Peter Metastasio Kayserl. Königl. Hofpoetens Dramatische Gedichte, aus dem Italiänischen übersetzt. Fünfter Band. Krauß, Frankfurt und Leipzig 1773. Digitalisat beim Münchener Digitalisierungszentrum.
2. ↑  Johann Adam Hiller: Ueber Metastasio und seine Werke, Leipzig 1786. Digitalisat bei Google Books.
3. 1 2 3 4  Libretto (italienisch/deutsch) der Vertonung von Johann Adolph Hasse, Berlin 1775. Digitalisat bei der Staatsbibliothek zu Berlin.
4. ↑  Regulus Ein Trauerspiel, deutsche Übersetzung des Librettos, Wien 1759. Digitalisat beim Münchener Digitalisierungszentrum.
5. 1 2  Libretto (italienisch) der Vertonung von Johann Adolph Hasse, Dresden 1750. Digitalisat bei der Universitätsbibliothek Halle.
6. 1 2  Libretto (italienisch) der Vertonung von Johann Adolph Hasse, Mailand 1750. Digitalisat im Corago-Informationssystem der Universität Bologna.
7. ↑  Libretto (italienisch)  der Oper von Niccolò Jommelli, Rom 1753. Digitalisat im Corago-Informationssystem der Universität Bologna.
8. ↑  Partitur der Vertonung von Niccolò Jommelli. Digitalisat beim International Music Score Library Project.